# Nova Ponte
Nova Ponte este un oraș în Minas Gerais (MG), Brazilia.